# Ли Хон Гу
Ли Хон Гу (кор. 이홍구?, 李洪九?; род. 9 мая 1934, Кёнгидо) — южнокорейский политик, премьер-министр Южной Кореи с 17 декабря 1994 года по 18 декабря 1995 года.

## Биография
Родился 9 мая 1934 года.
После 33 лет работы в академических кругах Ли Хон Ку вошёл в мир политики и управления.
В 1991 году Ли был назначен послом Южной Кореи в Соединённом Королевстве, а в 1994-95 годах Ли занимал пост 28-го премьер-министра Республики Корея при президенте Ким Ен Сам. В то время он не был членом какой-либо партии.
В 1996 году по совету он официально вступил в Партию Новой Кореи, чтобы баллотироваться в качестве кандидата от этой партии на предстоящих тогда выборах в Национальное собрание. Новая Корейская партия была переименованной версией коалиции консервативных и умеренных сил, которая объединилась в 1990 году.
Он был избран членом Национального собрания на всеобщих выборах в апреле 1996 года. Поскольку в то время в Корее было 47 мест для распределения на пропорциональной основе, высокое место, которое партия предоставила Ли, гарантировало, что он пройдет в Национальное собрание. Сама партия получила на выборах 139 из 299 мест.
В 1996 году Ли быстро вырос, став членом Исполнительного комитета партии Новая Корея, а затем лидером самой партии. В то время Ли широко считался возможным преемником президента.
24 марта 1998 года Ли Хон Гу был назначен послом Южной Кореи в Соединённых Штатах. Министерство иностранных дел объяснило, что назначение относительно важного чиновника предыдущего правительства «демонстрирует наше намерение проводить двухпартийную внешнюю политику». 
Ли Хон Гу занимал пост посла Южной Кореи в Соединённых Штатах в течение двух с половиной лет, с мая 1998 по август 2000 года. Срок пребывания Ли на посту посла пришелся на период «Солнечной политики», когда очевидное улучшение межкорейских отношений привело к тому, что президент Ким Дэ Чжун стал серьёзным претендентом на Нобелевскую премию мира, которую он получил в октябре 2000 года.